# Blue Eye (Missouri)
Pour les articles homonymes, voir Blue Eye.
Blue Eye est un village situé au sud du comté de Stone, dans le Missouri, aux États-Unis,. Il est incorporé en 1946. Le village est adjacent à la ville de Blue Eye dans l'Arkansas.

## Démographie
Lors du recensement de 2010, le village comptait une population de 167 habitants. Elle est estimée, en 2018, à 162 habitants.

### Source de la traduction
- (en) Cet article est partiellement ou en totalité issu de l’article de Wikipédia en anglais intitulé « Blue Eye, Missouri » (voir la liste des auteurs).